# Casa del Fascio (Reggio Calabria)

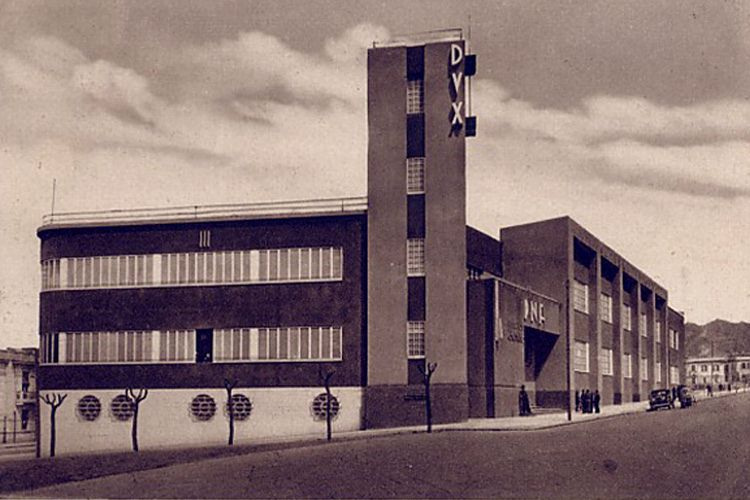
Casa del Fascio in Reggio Calabria

Das Casa del Fascio ist ein Palast des italienischen Rationalismus aus den 1930er-Jahren in Reggio Calabria in der italienischen Region Kalabrien.

## Geschichte
Das Gebäude wurde Ende 1936 eingeweiht. Im Faschismus war das Haus das politische, kulturelle und soziale Zentrum von Reggio Calabria. Dort war die Kaserne der jungen Faschisten der Stadt untergebracht, die Luigi Razza, einem ehemaligen Minister im Kabinett Mussolinis, der 1935 verstorben war, gewidmet war.
Das Gebäude war mit den Symbolen des Regimes übersät, die nach dem Fall des Faschismus entfernt wurden. Die Innenräume waren mit Halbreliefen dekoriert, auf dem Dach gab es einen Balkon zur angrenzenden Piazza del Popolo‘ Ein Podium in der Mitte des Innenhofes überblickt denselben Platz.
Am 31. März 1939 hielt Benito Mussolini, der am Ende seiner Reise durch Kalabrien in Reggio Calabria angekommen war, von diesem Podium aus eine Rede vor dem Volk, das die Piazza del Popolo füllte:

“Camicie Nere, voi mi avete atteso per 16 anni dando prova di quella discrezione che è un segno distintivo dei popoli di antica civiltà quali voi siete.
In questi 2 giorni io ho assaggiato la tempra di questo popolo.
È una tempra di buon metallo, di un metallo col quale si fanno le vanghe e le spade, gli aratri e i moschetti.
Per la vostra organizzazione, per il vostro stile, per il vostro ardore, voi siete in linea con tutte le province d’Italia. Venendo in questa terra si ha la certezza assoluta, attraverso le miriadi e miriadi dei vostri figli, la certezza assoluta della continuità nei secoli della nostra Patria.
I popoli forti sono popoli fecondi, sono viceversa deboli i popoli sterili.
Quando questi popoli saranno ridotti a un mucchio miserabile di vecchiardi, essi piegheranno senza fiato sotto la sferza di un giovane padrone.
I vecchi governi avevano inventato, allo scopo di non risolverla mai, la cosiddetta questione meridionale.
Non esistono questioni meridionali e questioni settentrionali, esistono questioni nazionali poiché la Nazione è una famiglia, e in questa famiglia non vi devono essere figli privilegiati e figli derelitti.
Dopo il mio discorso agli squadristi a Roma, ben poco vi è da aggiungere.
Noi non dimentichiamo, noi ci prepariamo, noi tentiamo da decenni e quindi siamo sempre pronti come è sicuro di un popolo che ha molte armi e tantissimi cuori.
Sono passati più di 4 anni di prove aspre e di gravi sacrifici culminati però nella conquista dell’Impero, che è Impero di Popolo, che sarà difeso dal Popolo per terra, per mare e nel cielo contro chiunque.
Popolo e Regime sono tutt’uno, Forze Armate e Popolo sono tutt’uno, e questo Popolo Italiano è pronto ad indossare lo zaino, poiché come tutti i popoli giovani non teme il combattimento ).“ Benito Mussolini, Reggio Calabria. 31. März 1939.

(dt.: „Schwarzhemden, ihr habt 16 Jahre lang auf mich gewartet und den Beweis für diese Diskretion erbracht, die ein Markenzeichen für die Völker alter Zivilisation ist, wie ihr es seid.
In diesen 2 Tagen habe ich das Temperament dieses Volkes geschmeckt.
Es ist ein Temperament guten Metalls, eines Metalls, aus dem Spaten und Schwerter hergestellt werden, Pflüge und Musketen.
Mit eurer Organisation, mit eurem Stil, mit eurer Begeisterung seid ihr auf einer Linie mit allen Provinzen Italiens. Wenn man in dieses Land kommt, hat man durch die Myriaden und Myriaden von eurer Kinder die absolute Sicherheit, die absolute Sicherheit der Kontinuität unseres Vaterlandes über die Jahrhunderte.
 Starke Völker sind fruchtbare Völker und andererseits sind unfruchtbare Völker schwach.
 Wenn diese Völker zu einem elenden Haufen alter Fürze degradiert sein werden, so werden sie sich atemlos unter der Peitsche eines jungen Meisters beugen.
 Die alten Regierungen erfanden die sogenannte Südfrage, um sie nie zu lösen.
 Es gibt keine Südfragen und Nordfragen, sondern nur nationale Fragen, weil die Nation eine Familie ist, und in dieser Familie gibt es keine privilegierten und unterprivilegierten Kinder.
 Nach meiner Rede vor den Squadristi in Rom ist da wenig hinzuzufügen.
 Wir vergessen nicht, wir bereiten uns vor, wir versuchen es schon sein Jahrzehnten und so sind wir stets bereit, wie ein Volk sicher sein kann, das viele Waffen und so viele Herzen hat.
 Es sind mehr als 4 Jahre bitterer Prüfungen und schwerer Opfer vergangen, die aber in der Eroberung des Reiches gipfelten, das ein Reich des Volkes ist, das durch das Volk zu Lande, zu Wasser und in der Luft gegen jedermann verteidigt werden wird.
 Volk und Regime sind vollständig Eines, bewaffnete Kräfte und Volk sind vollständig Eines, und dieses italienische Volk ist bereit dazu, den Rucksack zu tragen, weil sie wie alle jungen Völker keine Angst vor dem Kampf haben und sich ihres Sieges sicher sind.“)

## Beschreibung und Podium
Das Gebäude besteht aus zwei miteinander verbundenen Teilen; einer bildet den Palast mit dem Innenhof. Der andere ist ein großer Platz, von großen Monolithen begrenzt und mit einer Zugangstreppe versehen. Er wird „Piazza del Popolo“ genannt und beherbergt den örtlichen Markt.
Verbindungselement zwischen den beiden Teilen ist das Podium, das in der Mitte liegt; vom Innenhof aus wendet es sich zum äußeren Platz hin.
Auf der Seite des Innenhofes, der Seite, von der man auf das Podium steigt, gibt es im unteren Teil einen kleinen Raum, der durch ein Gittertor verschlossen ist und in dem verschiedene abgebaute Mosaike aus der Zeit des Faschismus untergebracht sind.
Auf der Seite zum Platz hin sind noch die drei Bronzeplatten noch sichtbar, auf denen Folgendes abgebildet ist: Die militärische Potenz Roms (Platte 1) und ländliche Szenen, die Kraft und Fruchtbarkeit symbolisieren (Platten 2 und 3).
Ursprünglich war an der höchsten Stelle der Liktorenadler in weißem Marmor angebracht; er wurde entfernt und heute ist nur noch sein Sockel zu sehen.
Heute ist in dem umgebauten Gebäude ein ausgelagerter Teil des Regionalen Verwaltungsgerichtes TAR von Kalabrien untergebracht.